# 龙奥大厦
龙奥大厦是济南市的一座大楼，位于经十东路奥体中心，2007年9月30日竣工。曾是第十一届全运会的指挥中心和新闻中心，现为济南市政府及各个职能部门的办公场所和济南市委市政府驻地，网传它是中国最大的政府大楼。

## 简介
造价40亿元，占地面积360亩，东西长288米，南北宽144米，高66.7米，地下1层、地上16层。总建筑面积37万平米，走廊周长1公里，里面有48部电梯，电话和电脑信息点插座共计45000个。网传它是世界第二、亚洲第一的单体建筑（世界第一大单体建筑为美国五角大楼）。

## 楼层布局
整栋大楼共设3600余间办公室、70多个各类会议室，可满足6000人集中办公的需要。
地下一层为人防掩蔽所、厨房、设备用房和地下车库；一至三层设公共会务中心、城市展厅、资金结算中心、文件交换中心、车辆管理中心、医疗中心、档案库、消防控制中心、设备监控中心、信息传输中心、网络机房；四至十五层具备办公、会务、餐厅、观光厅内部服务功能。

## 交通
- 龙奥大厦站，济南地铁3号线的车站